# Le Chat noir

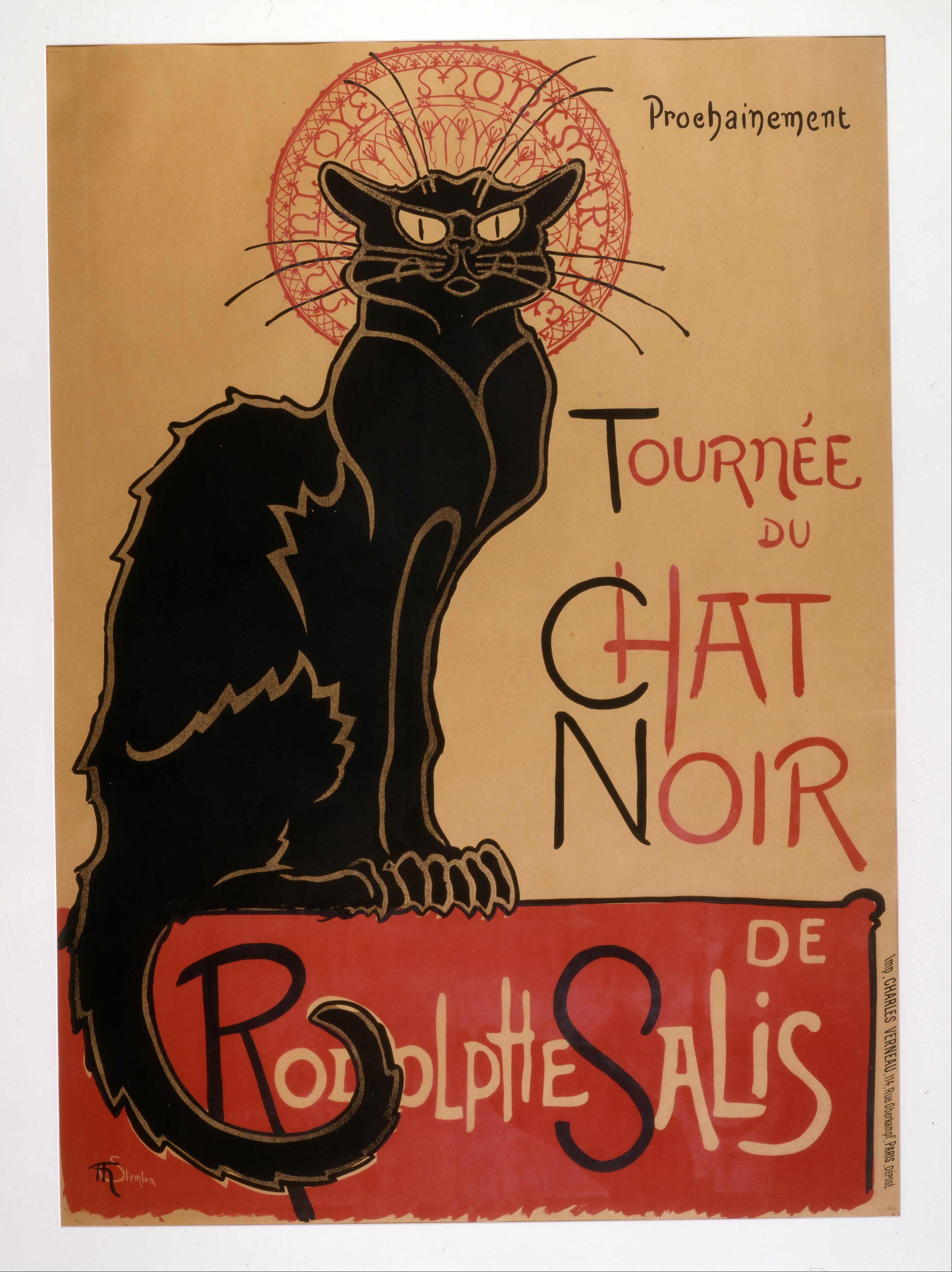
Théophile-Alexandre Steinlen, Tournée du Chat Noir, 1896. Litografia a colori, 40 × 62 cm, Museo Van Gogh, Amsterdam.

Le Chat noir ("Il Gatto nero") fu un celebre locale adibito a spettacoli di teatro d'ombre e cabaret di Montmartre, a Parigi, fondato nel novembre 1881 da Rodolphe Salis (1851-1897). Il teatro delle ombre de Le Chat noir consisteva in uno spettacolo con immagini animate, con lastre di zinco poste tra uno schermo e una fonte luminosa. Un pianista accompagnava musicalmente la scena e un artista commentava l'azione.
Situato ai piedi della  butte ("collina") di Montmartre, Le Chat noir fu uno dei principali luoghi d'incontro della Parigi-bene ed il simbolo della Bohème alla fine del XIX secolo.

## Storia
Figlio di un produttore di bibite di Châtellerault, Salis, arrivato a Parigi nel 1872, si guadagna da vivere, in un primo tempo, come artista fabbricando oggetti di devozione, prima di concepire l'idea d'associare arte e spaccio di vino.
Immagina di creare un caffè «di puro stile Luigi XII... con un lampadario in ferro forgiato, d'epoca bizantina, e dove i gentiluomini, i borghesi e i contadini sarebbero invitati, d'ora in poi, a bere l'assenzio, il solito di Victor Hugo (preferito anche da Garibaldi) e l'hypocras (vino zuccherato e aromatizzato con chiodi di garofano e cannella) in coppe d'oro».

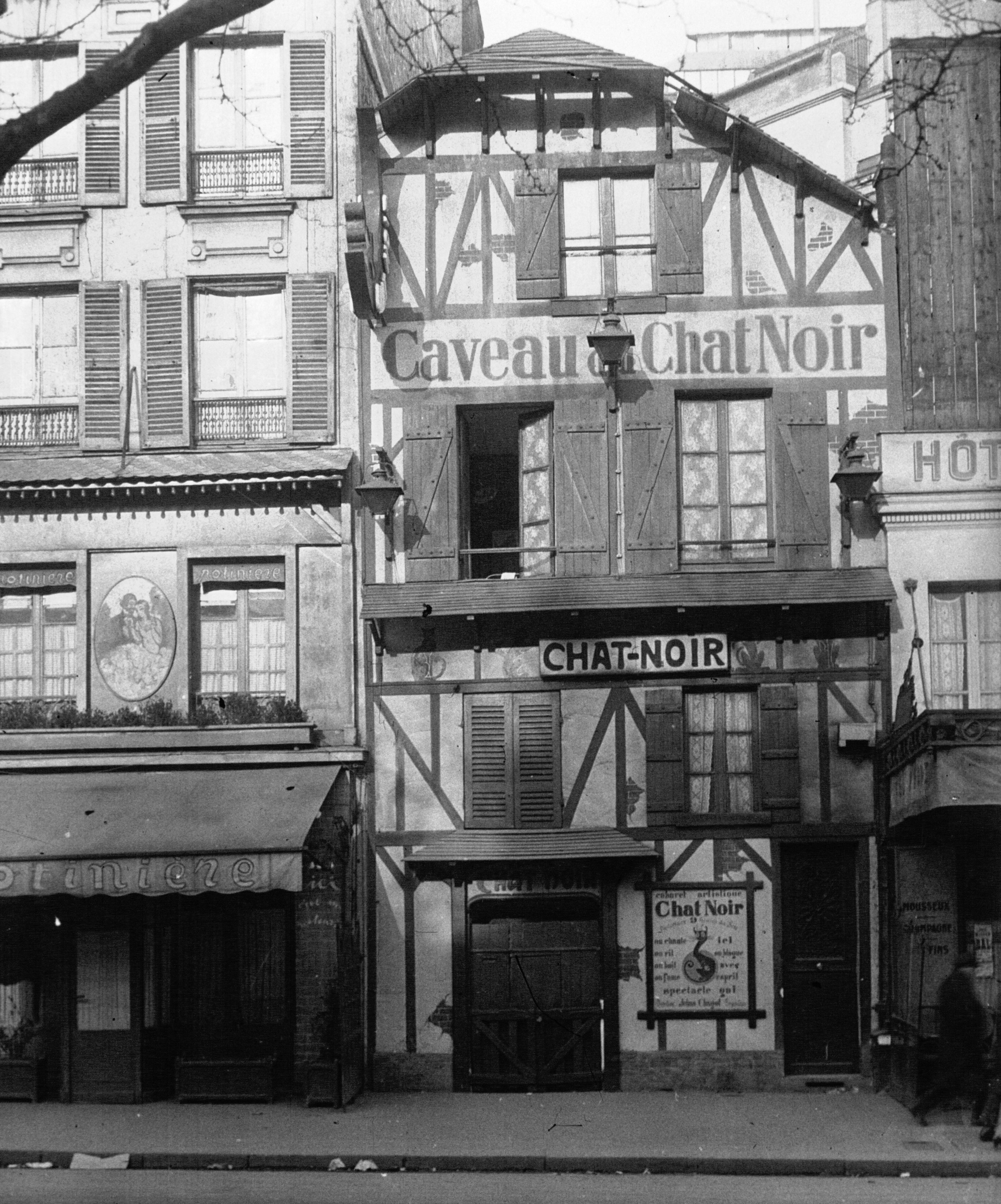
Le Chat noir (1929).

In realtà, Le Chat noir, aperto nel novembre 1881, iniziò servendo vino di poco pregio in un ambiente privo di sfarzo ma già, sulla porta, i clienti erano accolti da uno svizzero splendidamente gallonato, coperto d'oro dalla testa ai piedi, incaricato di far entrare i pittori e i poeti lasciando fuori gli «infami curati e i militari». Il primo Chat noir era situato in due piccole stanze in boulevard de Rochechouart. Il suo nome, per alcuni, è dovuto ad un gatto nero che Salis trovò sul marciapiede durante i lavori. Per altri, il nome e il simbolo del gatto nero erano stati ripresi da un disegno trovato su un muro durante i lavori di restauro di un precedente locale. Progressivamente, l'ambiente fu migliorato per dare un aspetto evocatore dell'epoca di Rabelais.
Salis aveva incontrato, qualche tempo prima, Émile Goudeau e lo aveva convinto a trasferire a Le Chat noir i suoi Hydropathes, che si riunivano sulla rive gauche. Rapidamente, i poeti e gli chansonnier che si esibivano a  Le Chat noir attirarono la migliore clientela di Parigi. Si veniva prima di tutto per le battute spiritose che scaturivano spesso a spese dei clienti, interpellati da uno «Guarda un po'! Sei finalmente uscito di prigione?» o da un altro «Cosa ne hai fatto della tua sgualdrina di ieri ?» ad un nuovo cliente palesemente accompagnato dalla moglie. Una sera, il futuro re Edoardo VII vi fu apostrofato in questi termini: «E bene! Guardate quello là: lo si direbbe il Principe di Galles tutto bagnato di piscia !»
Si potevano incontrare a Le Chat noir  il pittore Adolphe Willette, gli chanssonnier Aristide Bruant e Jules Jouy, l'umorista Alphonse Allais e i poeti Charles Cros, Albert Samain, Maurice Rollinat, Paul Verlaine, Maurice Mac-Nab, Jean Richepin ecc. Rodolphe Salis ebbe l'idea d'installare un pianoforte, novità per un cabaret, in modo che la canzone vide veramente il giorno a Le Chat noir; Erik Satie, le cui composizioni non rendevano molto, fu ingaggiato come secondo pianista nel 1888.
Raggiunto il successo, Salis trasferì il cabaret in un fabbricato di tre piani situato in prossimità di rue de Lavel (oggi rue Victor-Massé). Nelle diverse sale, fece realizzare decori pseudostorici, sotto l'egida d'illustratori come Henri Rivière e Caran d'Ache. Creò pure, con l'aiuto di Henrie Rivière, un teatro di ombre a colori nel quale furono dati veri piccoli capolavori
Le Chat noir fu, secondo Laurent Tailhade, «L'Assommoir e La Divina Commedia amalgamate» e, secondo Jean Lorrain, «olla-podrida di tutti gli stili e di tutte le stravaganze, la bottega dell'artista rigattiere, di tutto un quartiere di imbrattatele e di poeti, un museo picaresco e barocco di tutte le elucubrazioni di scapigliati venuti ad arenarsi tutti là per vent'anni, di tutti questi relitti: il cattivo gusto accanto a deliziose trovate, statuette policrome e affreschi di Willette; voli di nudità gracili e perverse, sferzate di rose e nimbi d'oro, e gufi impagliati, ferri forgiati e gatti di maiolica; vetrate allegoriche assordanti di colore e di crudele modernità, e bassorilievi miniati; musica di Delmet e canzoni di Xanrof…Le Chat noir, la taverna artistico-commerciale del gentiluomo Salis, signore di Chatnoirville-en-Vexin (ossia Città-del-gatto-nero nel Vexin), dove con mano benedicente uno scaltro compagnone con baffi da soldataccio smerciava canzoni, sonetti, pochade, uova sode e boccali di birra conditi di gloria nell'ambiente più miracolosamente truccato».
Numerosi cabaret sparsi nel mondo da allora hanno preso questo nome. Ai suoi tempi, Le Chat noir conobbe delle imitazioni, la più conosciuta fu L'Abbaye de Thélème, place Pigalle, creata da Jules Roques.

## La rivistaLe Chat noir
Per promuovere il cabaret, Rodolphe Salis creò la rivista bisettimanale Le Chat Noir che fu stampata dal gennaio 1882 al 1895 e che incarnò lo spirito "fin de siècle". I collaboratori erano i cantanti e i poeti che si esibivano nel cabaret come pure gli artisti che l'avevano decorato. Caran d'Ache vi disegnava scene militari e Willette dei Pierrot e delle Colombine.
Le Chat noir fu uno dei primi a pubblicare brevi articoli scritti da Jean Lorrain.
Jules Roques non imitò soltanto il cabaret Le Chat noir aprendo L'Abbaye de Thélème, ma anche la rivista pubblicando Le Courrier français.

## Letteratura
In questo locale Marcel Proust ha ambientato un episodio di Alla ricerca del tempo perduto in cui Odette vi si reca assieme a Charlus.

## I clienti famosi
Lo Chat noir fu frequentato dalle più importanti personalità culturali e mondane del tempo. Ecco un elenco:
- Adolphe Willette
- Caran d'Ache
- André Gill
- Émile Cohl
- Paul Bilhaud
- Paul Verlaine
- Henri Rivière
- Claude Debussy
- Erik Satie
- Charles Cros
- Jules Laforgue
- Charles Moréas
- Albert Samain
- Louis Le Cardonnel
- Coquelin Cadet
- Émile Goudeau
- Alphonse Allais
- Maurice Rollinat
- Maurice Donnay
- Armand Masson
- Aristide Bruant
- Paul Signac
- Henri de Toulouse-Lautrec
- Yvette Guilbert
- August Strindberg
- George Auriol